# Nataraja

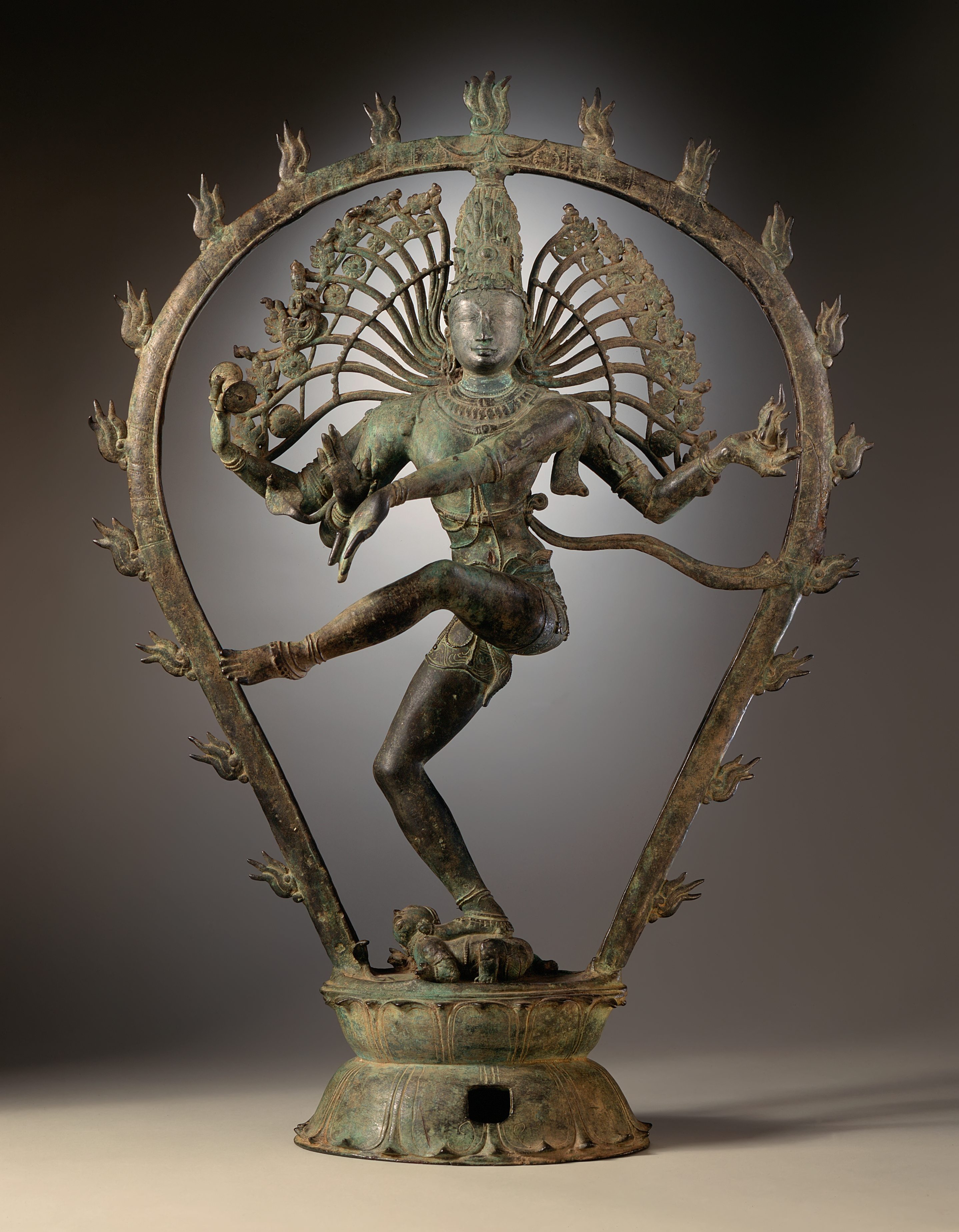
Sculpture en bronze de Shiva-Natarâja du X. Musée d'art du comté de Los Angeles.

Nataraja (sanskrit IAST : naṭarāja ; « roi de la danse ») est une épithète[incompréhensible] du dieu hindou Shiva qui exécute une danse cosmique appelée nadānta ou ānanda-tāṇḍava, « danse de la félicité ». Une iconographie particulièrement populaire dans le Sud de l'Inde à la fin de l'époque Chola (Xe-XIIe siècle) représente Shiva sous cet aspect, à la fois créateur et destructeur. La danse de Nataraj représente le mouvement et le changement permanent. 
Nataraja est la divinité principale du sanctuaire de Chidambaram, et l'inspiratrice des danseurs du Bharata natyam.

## Représentation et symbolique
Il a quatre bras. Il tient dans sa main droite supérieure un tambour (damaru) symbolisant le son primordial de la création de l'univers, dans sa main gauche une flamme symbolisant la destruction du monde. Sa deuxième main droite est en abhaya-mudrā, geste de protection. Sa main gauche inférieure montre sa jambe levée symbolisant l'espoir de libération (moksha),.
Il écrase de sa deuxième jambe le nain Apasmārapuruṣa, aussi appelé Muyalaka, qui représente l’ignorance,.
Il est encerclé de flammes qui symbolisent la succession des cycles cosmiques. À l'aide de son chignon orné d'un diadème (jaṭā-mukuṭa), il amortit la chute du Gange céleste (mandākinī) sur Terre, dont les flots sont représentés par des tresses ondulées. Sur l'une d'entre elles est Gangā, la déesse du Gange.

## Danse classique indienne

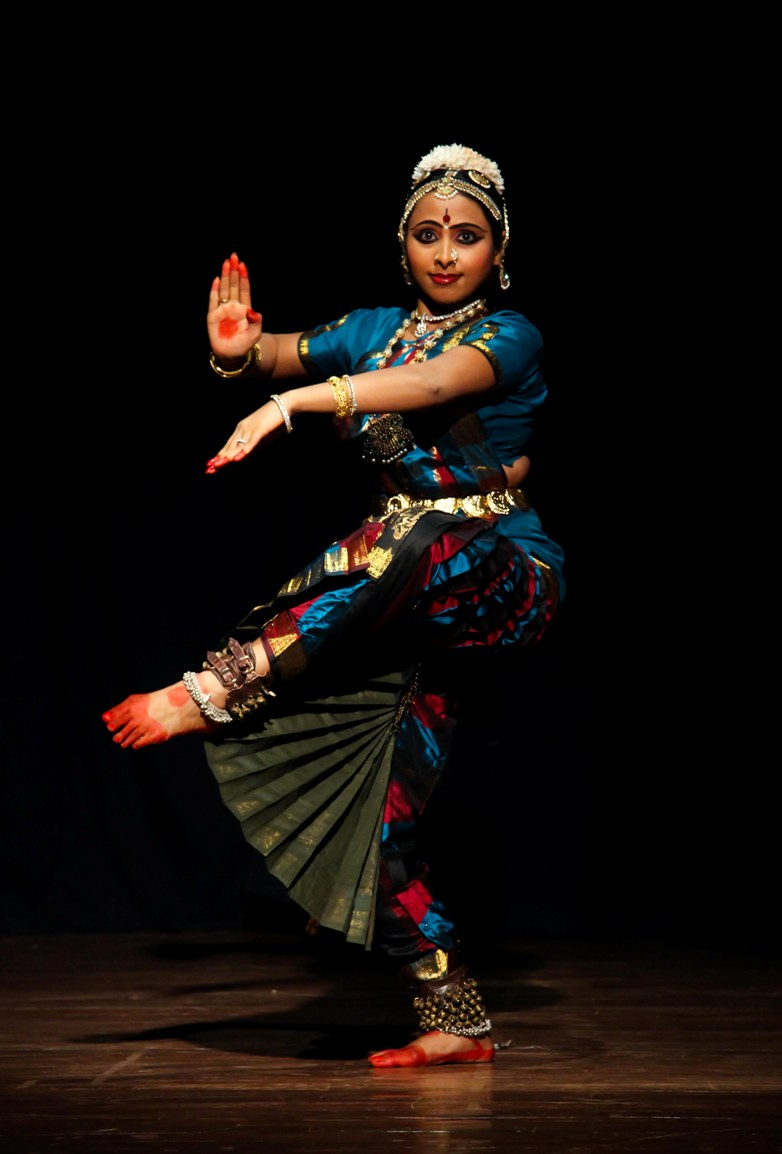
Une danseuse de bharatanatyam en pose Nataraj.

Ileana Citaristi en pose Nataraja.

Dans certaines danses classiques indiennes, notamment le bharatanatyam, nataraj est une position permettant de représenter le dieu Shiva sous sa forme Nataraj.

## Rāja yoga
Shiva-Natarāja est aussi la divinité tutélaire du Rāja yoga de Patañjali, qui, dans son Natarāja Stotram, décrit le « Bon Roi de la Danse » dans une vision panthéiste (le Soleil, la Lune et le Feu sont les trois yeux de Shiva, son corps est composé des éléments, il est nu vêtu du Ciel, etc.), en tant que Destructeur (Hara) des démons (ignorance, égoïsme, cupidité, violence) et du tourbillon des réincarnations (Saṃsāra) source de souffrances : Patanjali le loue ainsi comme Dieu suprême infini, sans naissance ni mort (comparable à Ishvara), Dieu « intensément compatissant envers toutes les créatures, détenant le Feu brûlant tout ».

## Iconographie

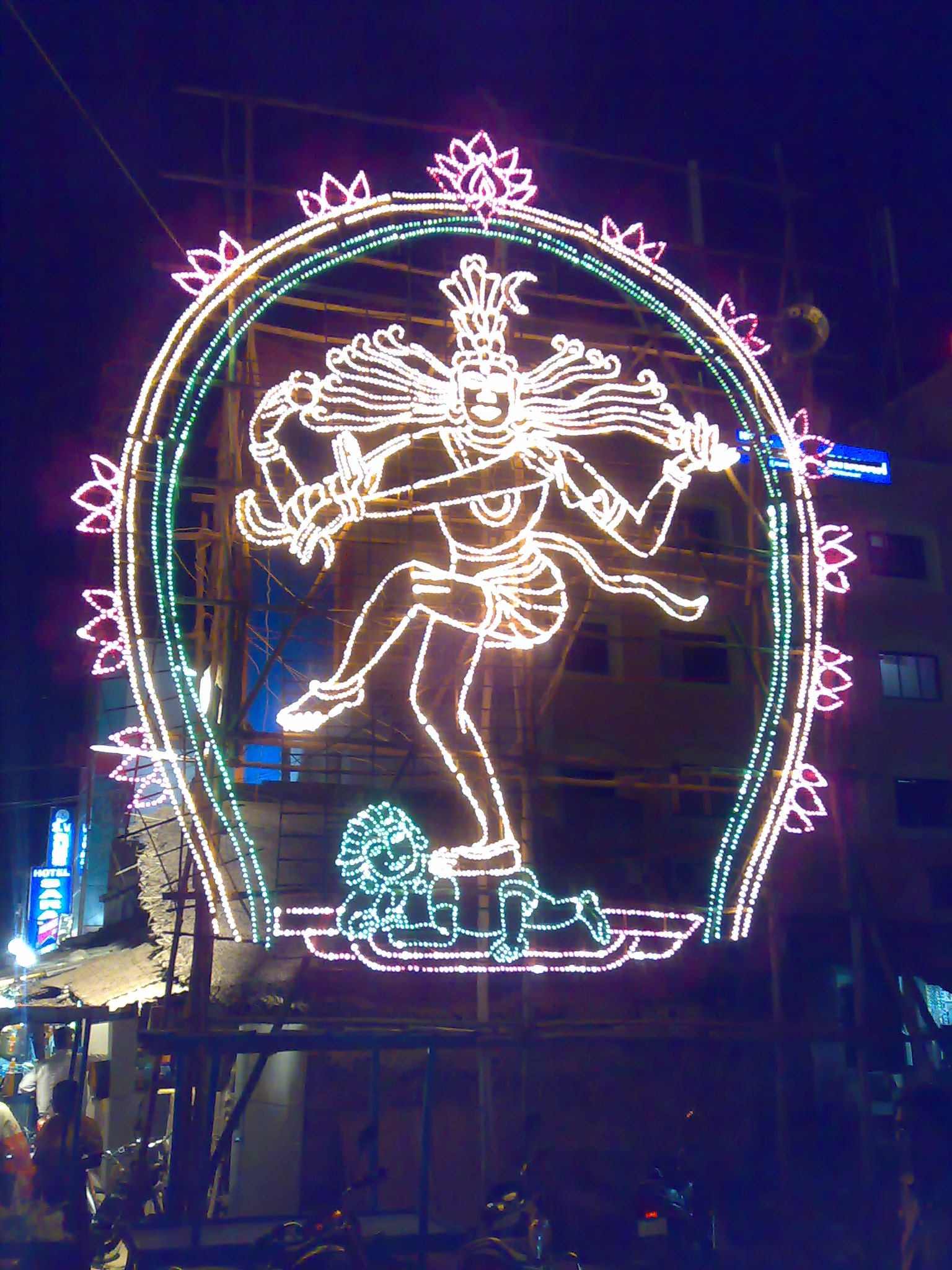
Un luminaire représentant le dieu hindou Shiva sous sa forme Nataraj, dans l'Andhra Pradesh (sud de l'Inde).

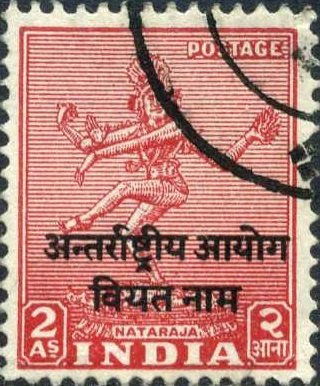
Un timbre représentant le dieu hindou Shiva sous sa forme Nataraj.

### Articles liés
- Le sanctuaire de Nataraja à Chidambaram
- Glossaire de la mythologie et de l'iconographie hindoues